# Weywot (satélite)

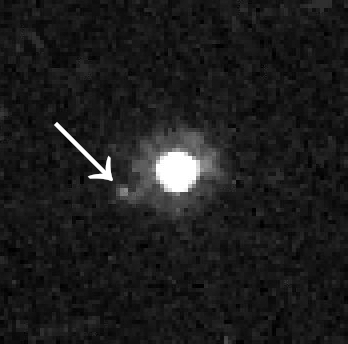
50000 Quaoar e sua lua - Weywot.

Weywot, oficialmente (50000) Quaoar I Weywot é o único Satélite natural conhecido do provável planeta anão Quaoar.

## Descoberta
Foi descoberto por Michael E. Brown e T.A. Sue no dia 22 de fevereiro de 2007, com base nas imagens tomadas a 14 de fevereiro de 2006. Órbita a uma distância 14.500 quilômetros de 50000 Quaoar e tem uma excentricidade orbital de cerca de 0.14.

## Nome
Michael E. Brown propôs que o satélite fosse nomeado de Weywot, um nome que foi formalizado em 12 de novembro de 2009. Weywot na mitologia do povo Tongva, é o filho de Quaoar.

## Características
Assumindo um albedo semelhante ao do primário, a magnitude sugere um diâmetro de 74 quilômetros (1⁄12 do diâmetro de Quaoar). Estima-se que Weywot tenha somente 1⁄2000 da massa de Quaoar.